# Seinsheim
Seinsheim är en köping (Markt) i Landkreis Kitzingen i Regierungsbezirk Unterfranken i förbundslandet Bayern i Tyskland.
Köpingen ingår i kommunalförbundet Marktbreit tillsammans med städerna Marktbreit och Marktsteft, köpingen Obernbreit och kommunerna Martinsheim och Segnitz.